# سي ميك
سي ميك (بالإنجليزية: CMake)‏ هي أداة تطوير برمجيات مجانية ومتعددة الأنظمة لبناء التطبيقات عبر تعليمات مستقلة عن المترجم. ويمكنه أيضًا أتمتة عملية الاختبار والتحزيم والتثبيت. ويعمل على مجموعة متنوعة من المنصات ويدعم العديد من لغات البرمجة.
كأداة بناء ما بعدية، يضبط CMake أدوات بناء أصلية والتي بدورها تبني قاعدة التعليمات البرمجية. يقوم CMake بإنشاء ملفات تكوين لأدوات البناء الأخرى استنادًا إلى ملفات التكوين الخاصة به. الأدوات الأخرى مسؤولة عن البناء بشكل أكثر مباشرة؛ باستخدام الملفات المنشأة. يمكن استخدام مجموعة واحدة من ملفات التكوين الخاصة بـ CMake لبناء قاعدة بيانات باستخدام أدوات البناء الأصلية لمنصات متعددة.
تتضمن أدوات البناء الأصلية البارزة التي يدعمها CMake ما يلي: Make، وQt Creator، و Ninja، وAndroid Studio، وXcode، و Visual Studio.
يُوزَّع CMake كبرنامج مجاني ومفتوح المصدر بموجب ترخيص بي إس دي البند 3 المتساهل.